# Rhabdomastix (Lurdia) sublurida
Rhabdomastix (Lurdia) sublurida is een tweevleugelige uit de familie steltmuggen (Limoniidae). De soort komt voor in het Palearctisch gebied.